# 柿崎景家
柿崎 景家（かきざき かげいえ）は、戦国時代から安土桃山時代にかけての武将。越後国の戦国大名・長尾氏（上杉氏）の家臣。柿崎城、猿毛城城主。七手組大将の一人。

## 生涯
永正10年（1513年）、越後の国人である柿崎利家の子として生まれたといわれる（生年には異説もある）。
はじめ長尾為景に仕え、為景死後はその子・晴景に仕えた。晴景と長尾景虎（上杉謙信）が家督をめぐって争ったときには、景虎を支持している。
謙信の下では先手組300騎の大将として重用され、永禄元年（1558年）に春日山城の留守居役を務めている。永禄4年（1561年）の小田原の北条氏攻めにも参加し、直後の甲斐武田氏との第四次川中島の戦いでは先鋒を務め、八幡原の武田信玄の本陣を攻め、武田信繁や山本勘助といった武田氏重臣らを討ち死にさせ、武田軍本隊を壊滅寸前にまで追い込む大功を挙げる。
また、斎藤朝信と共に奉行に任命されて上杉領内の諸役免除などの重要な施策に携わり、元亀元年（1570年）の北条氏康との越相同盟締結においても尽力し、子の晴家を人質として小田原城へ送るなど、内政や外交面でも活躍している。謙信からの信頼は絶大で、謙信の関東管領職の就任式の際には、斎藤朝信と共に太刀持ちを務めた。
天正2年（1574年）11月22日、病死。嫡男の祐家が前年の越中攻めで深手を負っていたため（生死不詳）、小田原城への人質の長男晴家が越後に戻り家督を継いだ。墓所の楞厳寺には景家夫妻を描いた肖像が所蔵されている。

## 死因について
景家の死因については、今日まで罷り通っている俗説があり、これが半ば通説と化している。その内容は以下のようなものである。
『景勝公一代略記』によると、景家は天正3年（1575年）12月、謙信に従って越中国水島に先手300騎の大将として出陣していたが、ここで織田信長と内通しているという噂が流れ、その噂を信じた謙信によって死罪に処されたという。
ただし、子の晴家は謀反の罪に連座しておらず、天正3年2月の「上杉家軍役帳」および天正5年（1577年）の家臣名簿に柿崎家当主として晴家の名があること、また天正3年の段階ではまだ上杉・織田両家が交戦状態ではないこと、さらには信任する景家をその程度の理由（人物・逸話を参照）で謙信が処刑するか疑わしいことなど、疑問点が多く信憑性に欠けている。なお晴家にも天正5年に織田方に内通して処刑されたとする説が存在し、それを景家と混同したのではないかと見るむきもある。
これに対して、片桐昭彦は「御家中諸士略系譜」（米沢温故会『上杉家御年譜』二十三所収）を根拠に柿崎景家・晴家父子が天正5年11月7日（1577年12月16日）に実際にクーデターを企てて処刑されたとする説を唱えている。片桐によれば、柿崎父子は晴家が越相同盟の人質として小田原城に赴いて以来の親北条派で、北条氏から来て謙信の養子となっていた上杉景虎の側近となっていた。ところが、謙信が長尾顕景に「上杉景勝」と称させて後継者の有力候補であることを示し、更に天正5年に入ると越相同盟期の筆頭重臣格である直江景綱と山吉豊守が死去したことで景虎周辺に動揺が走った。柿崎父子は謙信が能登に遠征に出て春日山城を留守にしている隙を突いて景虎を当主に擁立するクーデターを起こしたとする。処分は実際に計画を主導した柿崎景家と息子2人（晴家・弥次郎兄弟）ら少数に限られたものの、後の御館の乱の遠因になったとしている。
ちなみに、柿崎家は晴家の子・憲家を当主として御館の乱後も存続している。

## 人物・逸話
- 『謙信軍記・上杉二十五将』収録の『上杉将士書上』[3]によると、謙信は「景家に分別があれば、越後七郡に匹敵する者はいない」と評したと明確に書かれている
- 勇将揃いの上杉軍でも屈指の戦上手であり、上杉軍の戦いでは常に先鋒を務め、その名を聞いただけで敵は逃げ出したともされている。
- 謙信が40歳ころ[4]、敵将の娘である伊勢姫と恋仲になったと聞いた景家は、抗議して関係を絶たせ、伊勢姫はその後出家し自決した。これがきっかけとなり、謙信は生涯妻を娶ることはなかったという説話がある。
- 死罪の原因となったとされる信長内通疑惑の顛末は、景家が不要な馬を交流の有った上方の馬市に売りに出したところ「越後の馬は上質である」との理由で信長が高値でその馬を買い取り、贈品と共に礼状を送った。景家はこうした経緯を謙信に報告していなかったために、景家が直接信長に馬を売ったと思われ、謙信は景家が内通していると疑って殺したというものである。ただし、前述の通り、信長との関係ではなく、謙信死後の家督を巡る親北条－景虎派との関係とする新説が登場している。
- 柿崎氏は代々越後の名山米山薬師を信仰してきた由緒がある。景家在世当時も信仰心は篤かったとされる。
- 謙信時代初期には筆頭格であったとされる。また、家格が高く、古式を理解し機知や教養に富むものでなければ務まらない重任（外交使節の接待・供応など）を拝していた。

## 関連作品
テレビドラマ
- 『天と地と』（1969年NHK大河ドラマ、演：藤木悠）
- 『風林火山』（2007年NHK大河ドラマ、演：金田賢一）

漫画
- 『軒猿』薮口黒子（月刊ヤングジャンプ、集英社）
- 『軍神ちゃんとよばないで』柳原満月（まんがタイムファミリー／まんがタイム、芳文社）